# Eleição real livre na Polônia

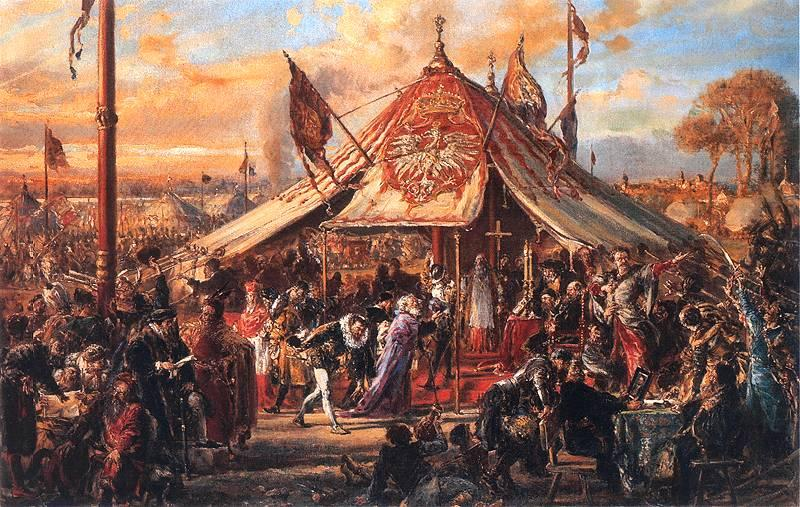
A primeira eleição real polonesa, de Henryk Walezy em 1573. Pintura de Jan Matejko.

 Eleição livre (polonês: wolna elekcja) era a eleição individual de reis, ao invés de dinastias, ao trono polonês entre 1572 e 1791, quando a "eleição livre" foi abolida pela Constituição polonesa de 3 de maio de 1791.
Na realidade a primeira eleição documentada de um rei polonês tinha acontecido já em 1386, com a escolha de Jogaila, Grão-Duque da Lituânia, para ser o primeiro rei da segunda dinastia polonesa. Porém, enquanto o princípio de eleição continuou em efeito ao longo do quase dois séculos da Dinastia Jaguelônica, ele só foi realmente efetivado na dinastia seguinte.
Em 1572 a dinastia Jaguelônica foi extinta após a morte, sem um sucessor, do Rei Sigismundo II Augusto. Durante o resultante interregnum, a preocupação com a segurança da República das Duas Nações levou a acordos entre as classes políticas que, até a eleição de um novo rei, a autoridade suprema seria exercitada pelo primaz católico romano, atuando como interrex (do latim); que as confederações (polonês: konfederacje) da nobreza assumiriam o poder nas respectivas regiões do país; e que, pela "Confederação de Varsóvia" de 1573, a paz seria mantida entre as várias religiões do reino. Porém, a decisão mais importante foi que o próximo rei seria escolhido por eleição cujas condições foram finalmente estabelecidas em uma sejm de convocação (sejm konwokacyjny) em 1573. Por iniciativa dos nobres poloneses sulistas, apoiados pelo futuro grão-chanceler e hetman Jan Zamoyski, a eleição seria realizada com a participação de todos os homens da szlachta (nobreza) que quisessem votar.
Os nobres votaram nas províncias (voivodias) na presença de deputados, que conduziram os votos ao senado: a escolha do rei foi anunciada pelo presidente do senado e solenizada pelo primaz.
Aconteceram eleições reais em Wielka Wola, na parte externa de Varsóvia (hoje Wola é um bairro ocidental da cidade). As eleições mais tumultuadas foram as de 1575 e 1587, quando os interesses dos nobres estavam divididos. Após uma eleição, o rei eleito era obrigado a assinar a pacta conventa (latim: "condições convencionadas")--uma lista de promessas de campanha, raramente cumpridas--com seus nobres eleitores. Os acordos incluíam os "Artigos do Rei Henrique" (artykuly henrykowskie), primeiramente imposto ao Príncipe Henrique de Valois (em polonês, Henryk Walezy) logo no início de seu breve reinado (devido a morte de seu irmão, o rei francês Carlos IX, Henrique de Valois fugiu à noite da Polônia para reivindicar o trono francês).

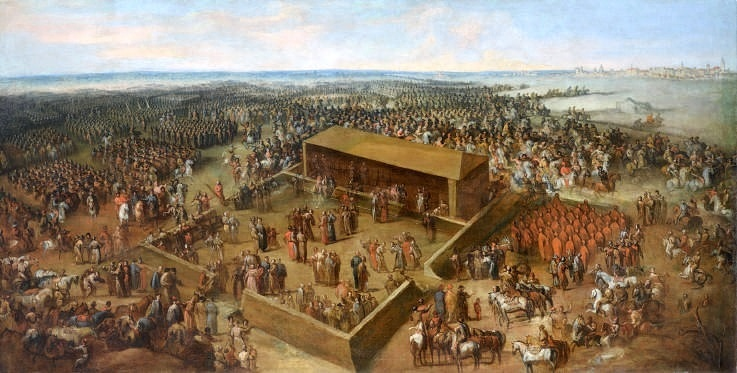
Eleição de Augusto II, o Forte em Wola, na parte externa de Varsóvia (1697). Pintura de Bernardo Bellotto.

O último dos reis Jaguelônicos, Sigismundo Augusto, tinha em 1529 sido eleito vivente rege (latim: "enquanto durar a vida do rei"); e por volta de 1660 a Rainha Maria Luísa Gonzaga (Ludwika Maria) tentou criar uma eleição semelhante. Tais eleições visavam manter a continuidade da força política real.
A partir de 1697, as eleições reais polonesas deixaram de ser totalmente "livres" para  passaram a acontecer sob a opressão de exércitos estrangeiros.
O maior número de nobres participantes (40-50.000) aconteceu na primeira eleição livre, em 1573. Na segunda eleição, em 1575, só compareceram 12.000.
As eleições livres enfraqueceram a autoridade do rei, ocasionando disputas entre as províncias votantes (voivodias) a cerca do candidato ao trono e encorajaram as dinastias estrangeiras a se intrometerem na política interna polonesa. A abolição das eleições livres foi uma das principais reformas instituídas pela "Grande" ou "Sejm de quatro anos" (1788-1792) em sua Constituição polonesa de 3 de maio de 1791.
Antes da abolição das "eleições livres", aconteceram na Polônia 13 eleições reais, resultando na escolha dos seguintes reis:
- Henrique de Valois (francês, 1573-1574).
- Estêvão Báthory (húngaro, 1576-1586).
- Sigismundo III Vasa (sueco, 1587-1632).
- Ladislau IV Vasa (polaco, 1632-1648).
- João II Casimiro Vasa (polaco, 1648-1668).
- Miguel I Wiśniowiecki (polaco, 1669-1673).
- João III Sobieski (polaco, 1674-1696).
- Augusto II de Wettin (saxão, 1697-1706).
- Estanislau I Leszczyński (polaco, 1704-1709).
- Augusto II de Wettin (saxão, 1709-1733).
- Estanislau I Leszczyński (polaco, 1733-1736).
- Augusto III de Wettin (saxão, 1733-1763).
- Estanislau II Poniatowski (polaco, 1764-1795).